# 5391 Emmons
5391 Emmons este un asteroid din centura principală de asteroizi.

## Descriere
5391 Emmons este un asteroid din centura principală de asteroizi. A fost descoperit pe 13 septembrie 1985 la Observatorul Palomar de Eleanor Francis Helin. Asteroidul prezintă o orbită caracterizată de o semiaxă mare de 2,26 ua, o excentricitate de 0,24 și o înclinație de 2,5° în raport cu ecliptica.